# La vida breve
La vida breve  (La vida breu) és una òpera en dos actes de Manuel de Falla sobre un llibret en castellà de Carlos Fernández-Shaw. Va ser estrenada l'1 d'abril de 1913 al Casino Municipal de Niça. El llibretista, un prolífic autor de llibrets de sarsuela, va proveir Falla d'un text tòpicament andalús i dramàticament feble, sobre el qual Falla va compondre una música on es fa palesa certa influència del verisme i de l'estètica típica de la sarsuela castissa, però amb una tècnica orquestral i una brillantor que han fet d'aquesta obra l'òpera en castellà més representada.
Es tracta d'una òpera breu, en què els esdeveniments dramàtics es precipiten ràpidament i on l'element popular, en forma de danses i cobles, serveix per a donar un major contingut musical, no aportant res des del punt de vista dramàtic - més aviat entorpint l'acció. No obstant això, és justament en les danses i en els elements populars, on es troba el millor de la música. Només una direcció escènica intel·ligent i imaginativa pot salvar La vida breve com a peça teatral, atesa la dificultat de narrar adequadament els esdeveniments sense caure en la confusió o el tòpic, en una obra que segons Fedrerico Sopeña « a penes muntada com a òpera-ballet resisteix ».
Els fragments més cèlebres de l'òpera són les dues danses simfòniques, que sovint s'interpreten com a peces de concert.

## Gènesi
L'any 1904, l'Acadèmia de Belles Arts de Madrid va convocar un concurs per a la composició d'una òpera espanyola. L'estrena de l'obra guanyadora no estava assegurada però, en les bases, l'Acadèmia prometia que havia « de procurar que les obres premiades siguen executades públicament, amb la deguda brillantor en un teatre de Madrid ». El premi va ser guanyat per Falla, però la subreptícia promesa d'estrena no es va complir. L'any 1907 Falla es trasllada a París, on donarà a conèixer la partitura a Claude Debussy, Paul Dukas i Isaac Albéniz. Rep consell de tots ells i continua treballant en la millora de la partitura, que patirà una substancial transformació. Potser perquè el tema espanyol estava de moda en el París de l'època, potser pels valors intrínsecs de la partitura, l'any 1909 comença a albirar-se una possibilitat d'estrena: s'hi han interessat l'Opéra Comique de París, el Casino de Niça i també l'Editorial Ricordi de Milà. Finalment, l'obra serà editada per la firma Max Eschig, de París, i estrenada - en versió francesa - a Niça primer i uns mesos després a París. Fins a l'últim moment, Falla va estar treballant en la partitura; els darrers canvis van afectar l'ampliació de la segona dansa i l'afegit d'un nou cor.

## Sinopsi argumental
Lloc: Granada
Temps: cap a 1900

### Acte I
Quadre 1
Tot comença amb la veu d'un treballador de la forja que canta una cobla d'ominosos presagis: Mal haya el hombre, malhaya/ Que nace con negro sino/ Malhaya quien nace yunque/ en vez de nacer martillo [...]. És un matí lluminós al barri granadí de l'Albaicín. La casa de Salud, on viu humilment amb la seua àvia, es troba prop d'una forja, de la qual arriben els càntics dels treballadors.
Salud li confessa a la seua àvia la seua inquietud perquè en seu nuvi, Paco, tarda a arribar. L'àvia la consola. Finalment Paco arriba i es produeix una escena de passió entre els amants. Però l'alegria no ha de durar, en anar-se'n Paco, fa la seua aparició l'oncle de Salud, Salvador, que comunica a l'àvia la notícia que Paco està a punt de casar-se amb una noia rica. En realitat Paco, un señorito andalús ha enganyat Salud fent-li promeses d'amor etern mentre arranjava la seua boda amb Carmela, una noia de la seua classe. L'àvia i l'oncle es lamenten de la sort de Salud.
Quadre 2
Intermedi musical. La nit cau sobre l'Albaicín.

### Acte II
Quadre 1
La façana de la casa de Carmela, on s'està celebrant una festa per les noces entre ella i Paco. Salud, l'àvia i Salvador guaiten per les finestres de la casa. Salud es lamenta de la seua mala fortuna i de l'engany a què ha estat sotmesa, sent que no podrà superar aquest colp. L'àvia i Salvador estan dispostos a irrompre en la festa i exigir explicacions a Paco. A dins, Paco, que ha sentit la presència de Salud, mostra signes de nerviosisme.
Quadre 2
L'aparició de Salud, l'àvia i Salvador interromp la festa. Tots tres acusen Paco de traïció i ell intenta defensar-se. Salud s'hi dirigeix, i, després de pronunciar-ne el nom amb tendresa, cau morta.

## Discografia
- Capilla Clásica Polifónica, Gran Teatre del Liceu, dirigits per Ernesto Halffter, amb Victòria dels Àngels i Pau Civil, 1954
- Orfeón Donostiarra, Orquestra Nacional d'Espanya, dirigits per Rafael Frühbeck de Burgos, amb Victòria dels Àngels i Carlos Cossuta, 1966
- Ambrosian Opera Chorus, Orquestra Simfònica de Londres dirigits per Garcia Navarro amb Teresa Berganza i Josep Carreras, 1978
- Cincinnati SO dirigits per Jesús López Cobos, 1990
- Orquesta Ciudad de Granada, Josep Pons, 1998
- Orquestra del Teatro Lirico di Cagliari, Rafael Frühbeck de Burgos, 2002
- Orquestra Simfònica d'Astúries, Valdes, 2004